# Péter Medgyessy
Péter Medgyessy (* 19. října 1942 Budapešť) je maďarský politik a ekonom. V letech 2002–2004 byl pátým premiérem Maďarské republiky.

## Kariéra
Od března 1996 pracoval jako ministr financí, v letech 2002–2004 byl maďarským premiérem. Jeho vláda se především pozitivně projevila ve snaze připojení Maďarska k EU, spolupráce se zeměmi Visegrádské skupiny a pragmatickým postojem k otázkám maďarských menšin. Po útocích Fideszu na hospodářskou politiku vládní MSZP a celkové nestabilitě vládní politiky Medgyessy odstoupil a nahradil ho šéf MSZP Ferenc Gyurcsány.